# Het geïmproviseerde veldhospitaal
Het geïmproviseerde veldhospitaal (Frans:  L'ambulance improvisée) is een schilderij van Frédéric Bazille uit 1865. Het toont Claude Monet, die in een bed herstelt van de verwondingen aan zijn been die hij in de zomer van dat jaar opliep. Sinds 1986 is het werk te zien in het Musée d'Orsay in Parijs.

## Voorstelling
In de lente en zomer van 1865 werkte Monet in het vlak bij het bos van Fontainebleau gelegen Chailly-en-Bière aan zijn grootse project Le déjeuner sur l'herbe. Op dit schilderij, dat Monet nooit voltooide, wilde hij een picknick in het bos afbeelden met een tiental personen. Monet smeekte Bazille, die net als hij deel uitmaakte van de cirkel rond Charles Gleyre, herhaaldelijk om naar Chailly te komen en daar voor hem te poseren. Bazille gaf hier twee keer gehoor aan, in mei en augustus. Vlak nadat hij de tweede keer was aangekomen, raakte Monet aan zijn been geblesseerd en moest enige tijd het bed houden in het Hôtel du Lion d'Or.
Op Het geïmproviseerde veldhospitaal is Monets hotelkamer te zien. De schilder ligt op bed met zijn linkerbeen omhoog, de aandoening duidelijk zichtbaar. Daarboven heeft Bazille, die geneeskunde gestudeerd had, een opstelling geknutseld die water op het gezwollen ledemaat laat druppelen. Bazille lijkt voornamelijk geïnteresseerd in het nauwkeurig weergeven van de kamer; Monets gezicht is zonder veel details geschilderd. Dat Bazilles figuren vaak wat stijf overkomen, bijvoorbeeld op zijn beroemde Familiereünie, werkt hier in zijn voordeel. Dit kleine schilderij is een tastbaar bewijs van de vriendschap die in die jaren tussen beide schilders bestond.

## Herkomst
- in bezit van Marc Bazille, broer van de kunstenaar.
- tot 1947: in bezit van Marc Bazilles dochter mevrouw Meynier de Salinelles.
- tot 1967: in bezit van zijn kleindochter mevrouw Penchinat de Salinelles.
- 1967: aangekocht op een openbare verkoop en overgebracht naar de Galerie nationale du Jeu de Paume.
- 1986: overgebracht naar het Musée d'Orsay.

## Afbeeldingen

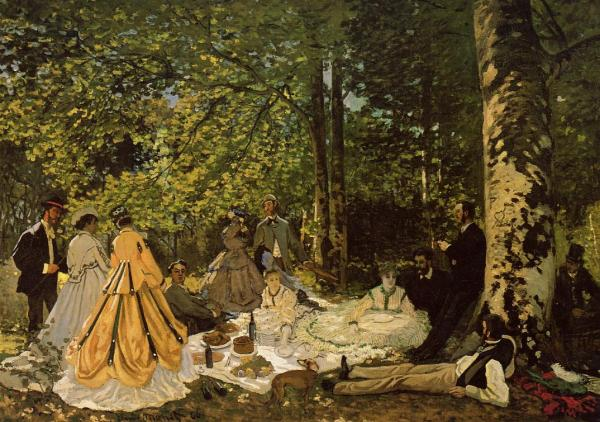
schets voor Le déjeuner sur l'herbe - Claude Monet
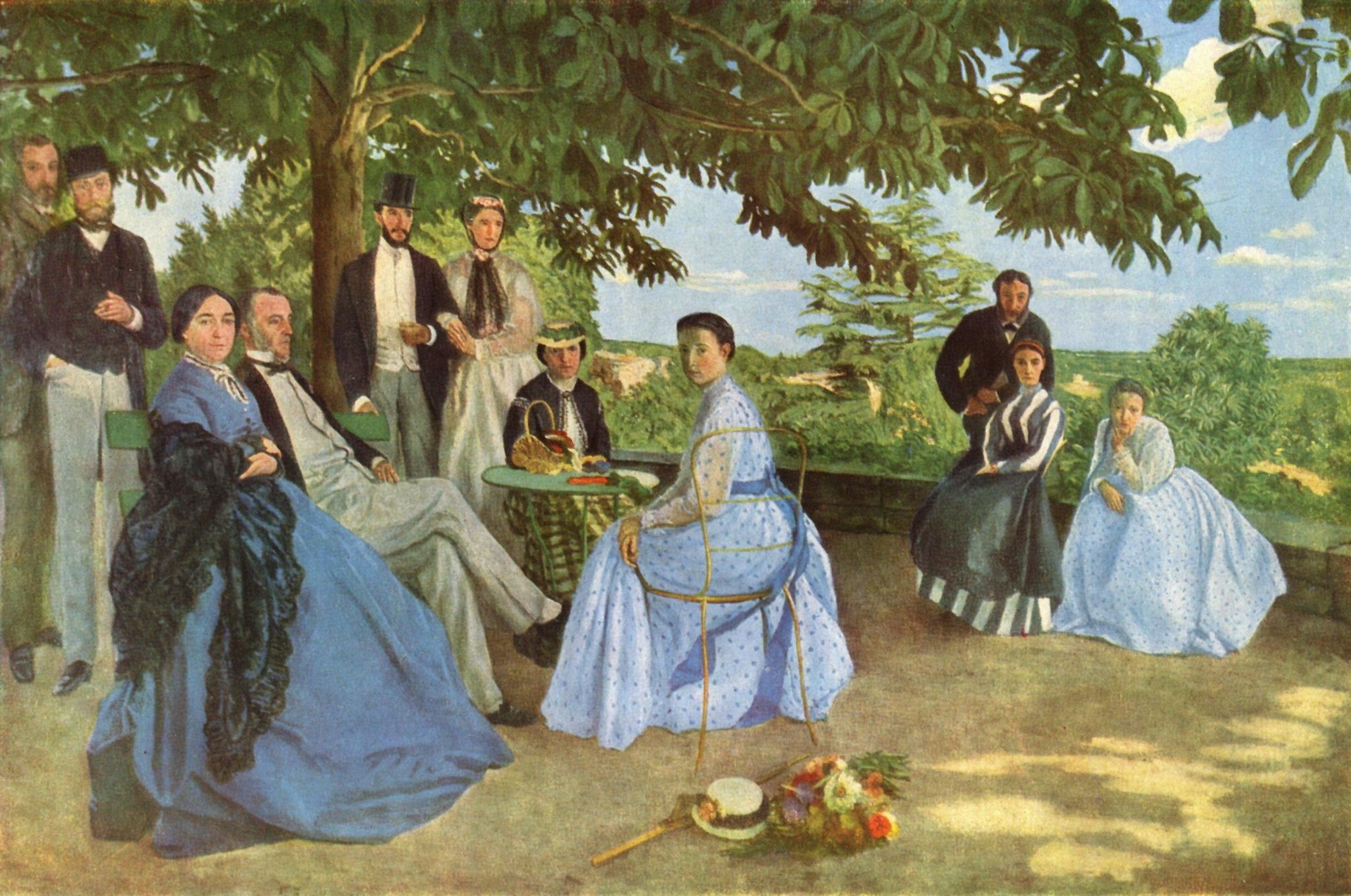
Familiereünie (1867)